# 伊拉莉亞·卡恰馬尼
伊拉莉亞·卡恰馬尼（義大利語：Ilaria Cacciamani，1994年3月18日—）是一名出生於義大利马尔凯大区的壘球選手，司職投手，目前效力於A1聯賽弗利。她曾隨隊參加2015年、2019年、2021年歐洲女子壘球錦標賽，結果獲得金牌。

## 外部連結
- 伊拉莉亞·卡恰馬尼的Instagram帳戶